# Episodi di Kaguya-sama: Love is War
Questa è la lista degli episodi dell'anime Kaguya-sama: Love is War.
Un adattamento anime è stato annunciato da Shūeisha il 1º giugno 2018. La serie è diretta da Mamoru Hatakeyama, scritta da Yasuhiro Nakamishi e animata da A-1 Pictures. Il character design è di Yuuko Yahiro, le musiche di Kei Haneoka mentre il direttore del suono è Jin Aketagawa. La serie è andata in onda dal 12 gennaio al 30 marzo 2019 su MBS, Tokyo MX, BS 11, Gunma Tv, Tokigi Tv, Chukyo Tv e Tv Niigata, per un totale di 12 episodi. La sigla d'apertura è Love Dramatic, cantata da Masayuki Suzuki e Rikka Ikara, mentre la sigla di chiusura è Sentimental Crisis cantata da Halca. I diritti della serie sono stati acquistati da Aniplex of America per la trasmissione su Crunchyroll e Funimation.
Una seconda stagione è stata annunciata il 19 ottobre 2019. Quest'ultima ha debuttato l'11 aprile 2020 e si è conclusa il 27 giugno successivo. La sigla d'apertura è Daddy! Daddy! Do! feat. Airi Suzuki, cantata da Masayuki Suzuki, mentre quella di chiusura è Kaze ni fukarete cantata da Haruka Fukuhara.
Una terza stagione è stata annunciata il 25 ottobre 2020 assieme ad un OAV. L'OAV è stato poi pubblicato in allegato all'edizione limitata del ventiduesimo volume del manga uscito il 19 maggio 2021 in Giappone mentre la terza stagione è stata trasmessa dall'8 aprile al 24 giugno 2022 su Tokyo MX, BS11, Gunma TV, Tochigi TV, MBS, RKB e TeNY. Masayuki Suzuki è tornato a cantare la sigla d'apertura GIRI GIRI assieme a Suu dei Silent Siren mentre Airi Suzuki ha interpretato quella di chiusura intitolata Heart wa oteage. In Italia è stata pubblicata in simulcast su Crunchyroll in versione sottotitolata.
Dopo la conclusione della terza stagione, è stato annunciato che un nuovo progetto anime è entrato in produzione. Successivamente è stato rivelato che il nuovo progetto è un film animato intitolato Kaguya-sama: Love is War: The First Kiss Never Ends (かぐや様は告らせたい -ファーストキッスは終わらない-?, Kaguya-sama wa kokurasetai -Fāsuto Kissu wa owaranai-). Quest'ultimo è stato proiettato nei cinema giapponesi il 17 dicembre 2022 e successivamente sarà riproposto in televisione. I membri del cast rimangono i medesimi della serie televisiva. La sigla d'apertura è Love is Show di Masayuki Suzuki feat. Reni Takagi.
Nel giugno 2025 è stato annunciato uno speciale televisivo.

## Lista episodi

### Prima stagione
| Nº | Titolo italiano (traduzione letterale) Giapponese 「Kanji」 - Rōmaji | In onda          | In onda |
| Nº | Titolo italiano (traduzione letterale) Giapponese 「Kanji」 - Rōmaji | Giapponese       |         |
| 1  | Mi farò invitare al cinema 「映画に誘わせたい」 - Eiga ni sasowasetaiKaguya vuole essere fermata 「かぐや様は止められたい」 - Kaguya-sama wa tomeraretaiKaguya vuole mangiarlo 「かぐや様はいただきたい」 - Kaguya-sama wa Itadakitai | 12 gennaio 2019  |         |
| 1  | Il consiglio studentesco dell'accademia Shuchi'in è guidato dal presidente Miyuki Shirogane e dalla vicepresidente Kaguya Shinomiya, che si piacciono ma vogliono che l'altro si confessi per primo. La segretaria Chika Fujiwara ha dei biglietti per il cinema da dare a Miyuki, che si chiede se invitare o meno Kaguya. Tuttavia, Kaguya cerca di sfruttare la situazione a suo favore per far si che Miyuki la inviti a uscire insieme a lui. Quando Kaguya riceve una lettera d'amore, Miyuki cerca di dissuaderla di andare all'appuntamento per contraccambiare i propri sentimenti. Quando Miyuki porta il suo pranzo fatto in casa e ne condivide un po' con Chika, Kaguya guarda con rabbia i due e diventa gelosa del fatto che si servano del cibo a vicenda. |                  |         |
| 2  | Kaguya vuole scambiare il numero 「かぐや様は交換したい」 - Kaguya-sama wa kōkan shitaiFujiwara vuole viaggiare 「藤原ちゃんは出かけたい」 - Fujiwara-chan wa dekaketaiMiyuki Shirogane vuole nascondersi 「白銀御行は隠したい」 - Shirogane Miyuki wa kakushitai | 19 gennaio 2019  |         |
| 2  | Miyuki cerca di convincere Kaguya a chiedergli il suo LINE ID sul suo nuovo smartphone, mentre Kaguya, che aveva segretamente organizzato le circostanze, fa lo stesso. Chika vuole fare un viaggio estivo per il consiglio studentesco; Miyuki e Kaguya discutono se andare in montagna o al mare. Un ragazzo chiede a Miyuki un consiglio d'amore sull'opportunità di confessarsi o meno alla compagna di classe Nagisa Kashiwagi mentre Kaguya ascolta la loro conversazione di nascosto. |                  |         |
| 3  | Miyuki Shirogane ancora non l'ha fatto 「白銀御行はまだしてない」 - Shirogane Miyuki wa mada shitenaiKaguya vuole essere capita 「かぐや様は当てられたい」 - Kaguya-sama wa ateraretaiKaguya vuole andare a piedi 「かぐや様は歩きたい」 - Kaguya-sama wa arukitai | 26 gennaio 2019  |         |
| 3  | Quando Chika e Miyuki leggono un articolo di una rivista femminile sugli adolescenti "che lo fanno", Kaguya pensa che non sia un grosso problema, fraintendendo l'eufemismo. Kaguya sfida Miyuki a un gioco di 20 domande per vedere se sa cosa le piace. Kaguya deve andare a scuola a piedi; spera di incontrare Miyuki lungo il tragitto, ma viene sviata da uno studente delle elementari che vuole che la aiuti a farsi accompagnare a scuola. |                  |         |
| 4  | Kaguya vuole ricevere un apprezzamento 「かぐや様は愛でたい」 - Kaguya-sama wa medetaiIl consiglio studentesco vuole che venga detto 「生徒会は言わせたい」 - Seitokai wa iwasetaiKaguya vuole ricevere un messaggio 「かぐや様は送らせたい」 - Kaguya-sama wa okurasetaiMiyuki Shirogane vuole parlare 「白銀御行は話したい」 - Shirogane Miyuki wa hanashitai | 2 febbraio 2019  |         |
| 4  | Il consiglio studentesco si prepara per l'imminente visita della loro accademia sorella in Francia mentre Kaguya e Miyuki provano a mettersi le orecchie da gatto per vedere come stanno. Il consiglio studentesco gioca a un gioco di "parole proibite" per scoprire chi andrà a fare la spesa. Kaguya pensa cosa scrivere a Miyuki fino a quando la sua assistente personale non decide di superare il problema chiamando il ragazzo dal telefono di Kaguya. Il consiglio studentesco ospita gli studenti francesi, ma Miyuki è scioccato nello scoprire che è l'unico che non conosce il francese e sa solo alcune frasi basilari. Quando il preside manda una crudele ragazza francese a mettere alla prova la determinazione di Miyuki, i suoi insulti non hanno effetto in quanto non comprende cosa gli viene detto, ma Kaguya spaventa la ragazza con un linguaggio ancora più duro. |                  |         |
| 5  | Kaguya vuole farcela 「かぐや様はこなしたい」 - Kaguya-sama wa konashitaiMiyuki Shirogane vuole mettersi in mostra 「白銀御行は見せつけたい」 - Shirogane Miyuki wa misetsuketaiKaguya vuole essere coperta 「かぐや様は差されたい」 - Kaguya-sama wa sasaretai | 9 febbraio 2019  |         |
| 5  | Nagisa Kashiwagi chiede a Kaguya un consiglio per rompere con il suo ragazzo, ma Kaguya, priva di esperienza, cerca di aiutarla a trovare i lati positivi del suo fidanzato, rivelando inavvertitamente i propri gusti. Miyuki, grazie all'intervento di Chika, si allena duramente a pallavolo per una settimana per evitare di sembrare stupido di fronte al corpo studentesco. Durante una giornata di pioggia, Kaguya è costretta a tornare a casa a piedi e sia lei che Miyuki cercano di far aprire per primo un ombrello all'altro. |                  |         |
| 6  | Yū Ishigami vuole vivere a lungo 「石上優は生き延びたい」 - Ishigami Yū wa ikinobitaiChika Fujiwara vuole fare il test 「藤原千花はテストしたい」 - Fujiwara Chika wa tesuto-shitaiKaguya vuole essere notata 「かぐや様は気づかれたい」 - Kaguya-sama wa kizukaretai | 16 febbraio 2019 |         |
| 6  | Yu Ishigami, l'introverso tesoriere del consiglio studentesco, chiede a Miyuki se può dimettersi dal suo incarico, sospettando che Kaguya voglia ucciderlo dopo che lui le ha chiesto se fosse innamorata di Miyuki. Chika decide di fare un test psicologico tratto da una rivista agli altri membri del consiglio studentesco, ma Kaguya ha in programma di utilizzarlo per portarsi in vantaggio su Miyuki. Ai Hayasaka, l'assistente personale e compagna di scuola di Kaguya, cerca di migliorare l'immagine personale di quest'ultima facendole le unghie, tuttavia ciò finisce inavvertitamente per far sentire ancora più imbarazzata Kaguya quando questa si presenta a scuola il giorno successivo. |                  |         |
| 7  | Miyuki Shirogane vuole lavorare 「白銀御行は働きたい」 - Shirogane Miyuki wa hatarakitaiKaguya vuole che entri 「かぐや様は入れたい」 - Kaguya-sama wa iretaiKaguya vuole controllarlo 「かぐや様は堪えたい」 - Kaguya-sama wa taetai | 23 febbraio 2019 |         |
| 7  | Il ragazzo di Nagisa torna da Miyuki, in cerca di consigli su come tenersi per mano con la sua ragazza. Il consiglio studentesco discute il budget per vari club scolastici. Kaguya non riesce a smettere di ridere quando Chika la parola "salsiccia". |                  |         |
| 8  | Kaguya vuole farsi chiamare 「かぐや様は呼ばせたい」 - Kaguya-sama wa yobasetaiMiyuki Shirogane non può perdere 「白銀御行は負けられない」 - Shirogane Miyuki wa makerarenaiE poi, Yū Ishigami ha chiuso gli occhi 「そして石上優は目を閉じた」 - Soshite Ishigami Yū wa me o tojita | 2 marzo 2019     |         |
| 8  | Kaguya tenta di fare amicizia con la sorella minore di Miyuki, Kei, ma scopre che va già d'accordo con gli altri membri del consiglio. Kaguya e Miyuki si fronteggiano per la migliore posizione all'accademia negli esami finali della scuola. Nel corso della settimana precedente agli esami, dopo aver notato che Ishigami rischia di farsi bocciare, Kaguya decide di fargli da tutrice, anche se il ragazzo percepisce i suoi metodi di insegnamento come una forma di tortura. |                  |         |
| 9  | Kaguya vuole fare un regalo 「かぐや様は送りたい」 - Kaguya-sama wa okuritaiChika Fujiwara vuole fare una visita 「藤原千花は見舞いたい」 - Fujiwara Chika wa mimaitaiA proposito di Kaguya Shinomiya (prima parte) 「四宮かぐやについて①」 - Shinomiya Kaguya ni tsuite 1 | 9 marzo 2019     |         |
| 9  | Quando un ciclone colpisce la zona, Kaguya cerca di indurre Miyuki a chiederle un passaggio in macchina fino a casa sua, ma la sua attesa si rivela vana e rimanendo sotto la pioggia per troppo tempo finisce per beccarsi un raffreddore. Il giorno successivo, i restanti membri del consiglio studentesco giocano a Memory per scoprire chi farà visita a Kaguya mentre questa è a casa, ma Miyuki nota che Chika sta giocando con un mazzo di carte truccato e poi fa uso di un'altra subdola tattica per portarsi in vantaggio. Miyuki riesce a vincere la partita e va così a trovare Kaguya che è a letto malata, così Ai travestita incoraggia il ragazzo a trascorrere del tempo con Kaguya. |                  |         |
| 10 | Kaguya non perdonerà 「かぐや様は許せない」 - Kaguya-sama wa yurusenaiKaguya vuole perdonare 「かぐや様は許したい」 - Kaguya-sama wa yurushitaiMiyuki Shirogane vuole uscire 「白銀御行は出かけたい」 - Shirogane Miyuki wa dekaketai | 16 marzo 2019    |         |
| 10 | Dopo gli eventi del giorno precedente, Kaguya e Miyuki litigano entrambi per l'ultimo pezzo di torta rimasto, cercando di farlo mangiare all'altro. Kaguya e Miyuki chiedono rispettivamente e segretamente consiglio a Nagisa e Yu su come perdonare l'altro per le loro recenti azioni. Il consiglio studentesco ripensano ai loro piani per le vacanze estive e accettano di andare a un festival estivo e guardare i fuochi d'artificio. |                  |         |
| 11 | Ai Hayasaka vuole inzupparsi 「早坂愛は浸かりたい」 - Hayasaka Ai wa tsukaritaiChika Fujiwara vuole troppo mangiarlo 「藤原千花は超食べたい」 - Fujiwara Chika wa chō tabetaiMiyuki Shirogane vuole vederla 「白銀御行は出会いたい」 - Shirogane Miyuki wa deaitaiNon riesco a sentire il suono dei fuochi d'artificio (prima parte) 「花火の音は聞こえない 前編」 - Hanabi no oto wa kikoenai, zenpen | 23 marzo 2019    |         |
| 11 | Ai cerca di godersi un bagno caldo ma Kaguya continua a interromperla facendole delle domande su come funziona Twitter. Chika torna dal suo viaggio per il mondo con la sua famiglia e ricorda un negozio di ramen che ha visitato. Miyuki e Kaguya si sfidano a vicenda per invitare l'altro fuori durante l'estate. Kaguya ricorda la sua infanzia e la mancanza di attenzioni da parte di suo padre. |                  |         |
| 12 | Non riesco a sentire il suono dei fuochi d'artificio (seconda parte) 「花火の音は聞こえない 後編」 - Hanabi no oto wa kikoenai, kōhenKaguya non vuole evitarlo 「かぐや様は避けたくない」 - Kaguya-sama wa saketakunai | 30 marzo 2019    |         |
| 12 | Il padre di Kaguya vieta alla figlia di andare al festival estivo, quindi Ai organizza un piano con il resto del consiglio studentesco per portare Kaguya fuori di nascosto per vedere i fuochi d'artificio di persona. Dopo gli eventi del festival, Kaguya e Miyuki sono troppo imbarazzati per parlarsi. |                  |         |

### Seconda stagione
| Nº  | Titolo italiano (traduzione letterale) Giapponese 「Kanji」 - Rōmaji | In onda        | In onda |
| Nº  | Titolo italiano (traduzione letterale) Giapponese 「Kanji」 - Rōmaji | Giapponese     |         |
| 1   | Ai Hayasaka vuole allontanarli 「早坂愛は防ぎたい」 - Hayasaka Ai wa fusegitaiIl consiglio studentesco non ha raggiunto il nirvana 「生徒会は神ってない」 - Seitokai wa kami ttenaiKaguya vuole sposarsi 「かぐや様は結婚したい」 - Kaguya-sama wa kekkonshitaiKaguya vuole festeggiare 「かぐや様は祝いたい」 - Kaguya-sama wa iwaitai | 11 aprile 2020 |         |
| 1   | Alle parole di Kaguya, Ai scambia il caffè di Miyuki con una versione decaffeinata, facendolo addormentare; tuttavia il ragazzo finisce per muoversi nel sonno appoggiandosi sulle spalle di Kaguya e quest'ultima chiede ad Ai di impedire a chiunque di entrare nella stanza del consiglio studentesco. Il ragazzo di Nagisa arriva nella stanza del consiglio studentesco per chiedere consigli romantici a Miyuki e Yu, poi sopraggiunge la stessa Nagisa e gli altri due escono dalla stanza. I due fidanzati rimangono da soli mentre Miyuki e Yu li spiano dalla porta e vengono presto raggiunti da Kaguya e Chika. Tutti insieme li guardano increduli credendo che la coppia stia iniziando ad impegnarsi in atti suggestivi. Il consiglio studentesco gioca a un gioco da tavolo creato da Chika. Con il compleanno di Miyuki all'orizzonte, Kaguya cerca di costringerlo a rivelare pubblicamente la data tramite l'oroscopo. |                |         |
| 2   | Kaguya vuole informarsi 「かぐや様は聞き出したい」 - Kaguya-sama wa kikidashitaiKaguya vuole fare un regalo 「かぐや様は贈りたい」 - Kaguya-sama wa okuritaiChika Fujiwara vuole confermarlo 「藤原千花は確かめたい」 - Fujiwara Chika wa tashikametai | 18 aprile 2020 |         |
| 2   | Kaguya va a fare shopping con Kei e le sorelle Fujiwara, dove cerca di approfondire il rapporto con la prima ragazza. Il giorno del compleanno di Miyuki, Kaguya prepara una torta assurdamente grande che porta a un conflitto interiore sulla decisione di dargliela o meno. Dopo che Miyuki ha ricevuto in regalo un ventaglio da Kaguya, Chika diventa sospettosa sul motivo per cui solo Kaguya abbia festeggiato il suo compleanno. |                |         |
| 3   | Miyuki Shirogane vuole guardare la luna 「白銀御行は見上げたい」 - Shirogane Miyuki wa mikamigetaiIl 67° Consiglio studentesco 「第67期生徒会」 - Dai 67-ki seitokaiKaguya non vuole dirlo 「かぐや様は呼びたくない」 - Kaguya-sama wa yobitakunai | 25 aprile 2020 |         |
| 3   | Con la fine del loro mandato, il consiglio studentesco va a guardare le stelle sul tetto della scuola, dove i piani di Kaguya vanno rapidamente in frantumi a causa dell'entusiasmo di Miyuki nel parlare della Luna. I membri del consiglio concludono i loro compiti ripulendo la stanza prima di partire. I quattro discutono dei loro piani futuri, anche se Kaguya desidera che Miyuki si candidi nuovamente come presidente del consiglio studentesco. |                |         |
| 4   | Ai Hayasaka vuole farlo innamorare 「早坂愛はオトしたい」 - Hayasaka ai wa oto shitaiKaguya vuole una confessione 「かぐや様は告ら“れ”たい」 - Kaguya-sama wa tsuguera"re"tai"Miko Iino vuole mettere le cose in chiaro 「伊井野ミコは正したい」 - Iino Miko wa tadashitai | 2 maggio 2020  |         |
| 4   | Ai viene sfidata da Kaguya a far innamorare Miyuki di lei. Miyuki tenta di chiedere a Kaguya di essere la sua responsabile del discorso della campagna elettorale per il consiglio studentesco, ma la scuola interpreta erroneamente le sue intenzioni come una dichiarazione d'amore. Con l'avvicinarsi delle elezioni, Miyuki incontra la sua principale avversaria, Miko Iino, e la sua amica Kobachi Osaragi, poi la prima cerca rapidamente di reclutare Chika dalla sua parte. |                |         |
| 5   | Miyuki Shirogane vuole essere popolare 「白銀御行はモテたい」 - Shirogane Miyuki wa motetaiNagisa Kashiwagi vuole consolare 「柏木渚は慰めたい」 - Kashiwagi Nagisa wa nagusametaiMiyuki Shirogane vuole cantare 「白銀御行は歌いたい」 - Shirogane Miyuki wa utaitaiKaguya vuole farli cadere 「かぐや様は蹴落としたい」 - Kaguya-sama wa keotoshitai | 9 maggio 2020  |         |
| 5   | Miyuki arriva a scuola e gli viene presto fatto notare che ha degli occhi stupendi siccome riesce a dormire in maniera più equilibrata rispetto al passato e la cosa sgomenta non poco Kaguya. Provando un conflitto interiore, Kaguya parla a Nagisa del significato del vero amore. Chika insegna a Miyuki a cantare dopo aver scoperto che cantava in playback l'inno scolastico e il ragazzo si rivela stonato. Kaguya tenta di negoziare con Miko per far si che questa possa ritirarsi dalle elezioni del consiglio studentesco, ma il suo piano va in fumo. |                |         |
| 6   | Non voglio che Miko Iino sorrida 「伊井野ミコを笑わせない」 - Iīno Miko o warawasenaiVoglio che Miko Iino sorrida 「伊井野ミコを笑わせたい」 - Iīno Miko o warawasetaiKaguya non è chiamata 「かぐや様は呼ばれない」 - Kaguya-sama wa yobarenai | 16 maggio 2020 |         |
| 6   | Il giorno delle elezioni, Kobachi e Kaguya tengono i discorsi dei loro candidati, durante i quali Miko si rende conto di non avere nessuna speranza di vittoria. Quando Miko inizia a vacillare a causa della grande folla che la osserva, Miyuki interviene e la ispira ad avviare un dibattito. Miyuki alla fine vince la rielezione e invita Miko a unirsi al consiglio studentesco, mentre Kaguya teme di non essere selezionata come vicepresidente a causa delle sue azioni durante le elezioni fino a quando Miyuki non le offre nuovamente la posizione. |                |         |
| 7   | Kaguya vuole spogliarlo 「かぐや様は脱がせたい」 - Kaguya-sama wa nugasetaiKaguya vuole lasciarlo andare 「かぐや様は出させたい」 - Kaguya-sama wa dasasetaiMiyuki Shirogane vuole che lei legga 「白銀御行は読ませたい」 - Shirogane Miyuki wa yomasetaiKaguya ♡ Aquarium 「かぐや様♡アクアリウム」 - Kaguya-sama ♡ Akuariumu | 23 maggio 2020 |         |
| 7   | Dopo aver sentito Yu descrivere gli uomini che indossano i boxer come "puttanieri", Kaguya tenta di vedere la biancheria intima di Miyuki. Kaguya si offre di fare a Miyuki un massaggio alle mani per scusarsi per l'incomprensione della biancheria intima e per cercare di aumentare il suo interesse sessuale nei suoi confronti. Miyuki, Yu e Chika leggono un manga shōjo particolarmente emozionante e cercano di convincere Kaguya a fare lo stesso. Quando Kaguya legge il manga, la stanza del consiglio studentesco diventa un ambiente pieno d'amore in puro stile shōjo mentre Miyuki e Yu tentano di invitarla all'acquario. |                |         |
| 8   | Miko Iino vuole dare un contegno 「伊井野ミコは抑えたい」 - Iīno Miko wa osaetaiKaguya non ha paura 「かぐや様は怯えない」 - Kaguya-sama wa obienaiKaguya vuole essere esaminata 「かぐや様は診られたい」 - Kaguya-sama wa miraretai | 30 maggio 2020 |         |
| 8   | Miko inveisce su ciò che non le va a genio nell'ambiente del consiglio studentesco e così gli altri la esortano a esercitarsi a frenare la sua rabbia mentre simulano di infrangere le regole scolastiche. Miyuki e Kaguya finiscono rinchiusi nel magazzino contenente le attrezzature sportive ed entrambi credono che ciò sia in realtà un tentativo dell'altro per avvicinarsi. Kaguya sviene improvvisamente e viene portata in ospedale, dove le viene detto che soffre di mal d'amore. |                |         |
| 9   | Yū Ishigami chiude gli occhi, parte 2 「そして石上優は目を閉じた②」 - Soshite Ishigami Yū wame o tojita 2Kaguya vuole toccare 「かぐや様は触りたい」 - Kaguya-sama wa sawaritaiKaguya non dice di no 「かぐや様は断らない」 - Kaguya-sama wa kotowaranai | 6 giugno 2020  |         |
| 9   | Miko e Kobachi analizzano le incomprensioni della prima con Kaguya e Miyuki, poi Miko interpreta erroneamente Kaguya come una dominatrice nei confronti del consiglio studentesco. Scossa dall'incidente del ripostiglio, Kaguya escogita un modo per rilassarsi a comando mettendo la mano destra sulla guancia sinistra. Yu si unisce alla squadra di cheerleader per il festival scolastico e ha il compito di indossare un'uniforme femminile, così Kaguya si offre di aiutarlo prestandogli la sua. |                |         |
| 10  | Kei Shirogane non vuole parlare 「白銀圭は話せない」 - Shirogane kei wa hanasenaiMiyuki Shirogane vuole ballare 「白銀御行は踊りたい」 - Shirogane Miyuki wa odoritaiKobachi Osaragi vuole reprimere 「大仏こばちは取り締まりたい」 - Osaragi Kobachi wa torishimaritaiIl padre di Miyuki Shirogane vuole indagare 「白銀父は聞き出したい」 - Shirogane chichi wa kikidashitai | 13 giugno 2020 |         |
| 10  | Sospettando che suo fratello sia innamorato, Kei tenta di costringere Miyuki a divulgare i dettagli senza sembrare indiscreta. Chika tenta di insegnare a Miyuki la danza Sōran ma invano, così arriva Kaguya che riesce ad aiutarlo ma ciò provoca l'irritazione di Chika. Mentre osserva Yu, Kobachi rivela che il ragazzo è stato sospeso da scuola dopo aver presumibilmente aggredito il fidanzato di una ragazza che gli piaceva alle medie; in seguito afferma che nonostante le incomprensioni tra Yu e Miko, i due si sono sostenuti discretamente a vicenda senza però farlo sapere all'altro. Il padre di Miyuki partecipa al festival dello sport, dove chiede a Kaguya che tipo di relazione ha con suo figlio. |                |         |
| 11  | Yū Ishigami chiude gli occhi, parte 3 「そして石上優は目を閉じた③」 - Soshite Ishigami Yū wa me o tojita 3Miyuki Shirogane e Yū Ishigami 「白銀御行と石上優」 - Shirogane Miyuki to Ishigami YūKyōko Ōtomo non comprende 「大友京子は気づかない」 - Otomo kyōko wa kizukanai | 20 giugno 2020 |         |
| 11  | Prima di partecipare alla staffetta del festival, Yu incontra la sua compagna di scuola media Kyoko Otomo. Rivela di essere stato evitato dai suoi coetanei dopo aver picchiato il suo ragazzo quando ha scoperto che la tradiva, portando così alla sua stessa sospensione; sebbene disilluso e vendicativo, riceve la visita di Miyuki e viene vendicato dopo che il consiglio studentesco ha avviato un'indagine riguardo alla faccenda. Alla fine Yu perde la staffetta, ma il supporto che riceve dalla squadra di cheerleader gli consente di aprire gli occhi e voltare finalmente pagina con il passato. |                |         |
| 12  | Il consiglio studentesco vorrebbe una foto di gruppo 「生徒会は撮らせたい」 - Seitokai wa torasetaiIl consiglio studentesco farà quella foto di gruppo 「生徒会は撮らせたい」 - Seitokai wa torasetaiChika Fujiwara vuole gonfiare 「藤原千花は膨らませたい」 - Fujiwara Chika wa fukuramasetai | 27 giugno 2020 |         |
| 12  | Il preside scatta delle foto del consiglio studentesco per un opuscolo che servirà per promuovere la scuola, ma quando si offre di fare una foto di gruppo con il telefono a conchiglia di Kaguya, l'oggetto cade giù dal tetto a causa di un'improvvisa folata di vento. Sebbene abbia acquistato uno smartphone, Kaguya ha il cuore spezzato per la perdita delle foto sul suo telefono originale, così gli altri membri del consiglio studentesco si sforzano di consolarla caricando le proprie foto in una chat di gruppo di LINE. Il consiglio studentesco gioca a gonfiare un palloncino e qui Kaguya, Miyuki e Yu, che inizialmente mostrano fiducia grazie alle loro esperienze passate, cominciano ad andare nel panico quando il palloncino inizia a diventare enorme. |                |         |
| OAV | Kaguya vuole confessare all'oscurità volume 1 「かぐや様ダークネスvolume1」 - Kaguya-sama Dākunesu volume 1Kaguya vuole confessare all'oscurità volume 2 「かぐや様ダークネスvolume2」 - Kaguya-sama Dākunesu volume 2Kaguya vuole dargli da mangiare 「かぐや様は食べさせたい」 - Kaguya-sama wa tabe sasetai | 19 maggio 2021 |         |
| OAV | Nella sala del consiglio studentesco Ishigami legge una rivista di manga che presenta delle storie a tema fanservice mentre Kaguya e Chika si fanno una doccia dopo aver svolto una lezione di nuoto. Shirogane e Ishigami trovano una rivista hentai abbandonata ed iniziano a sfogliarla, in seguito se ne vanno e si separano ma quando entrambi hanno la stessa idea di tornare indietro per riprenderla trovano Chika e Miko che la stanno leggendo a loro volta e tutti rimangono scioccati. I membri del consiglio studentesco organizzano una gara di cucina per vedere chi sia più bravo a cucinare il riso fritto e così Shirogane, Kaguya e Ishigami cercano di fare del loro meglio mentre Chika e Miko assumono il ruolo di giudici degustando i piatti da loro preparati. |                |         |

### Terza stagione
| Nº | Titolo italiano Giapponese 「Kanji」 - Rōmaji - Traduzione letterale | In onda         | In onda |
| Nº | Titolo italiano Giapponese 「Kanji」 - Rōmaji - Traduzione letterale | Giapponese      |         |
| PV | 「石上優は語りたい」 - Ishigami Yū wa kataritai – "Yu Ishigami vuole parlare" | 20 ottobre 2021 |         |
| PV | Ishigami porta nella stanza del consiglio studentesco una rivista di manga per leggere una serie chiamata Momokan, la quale è andata in pausa la settimana precedente. Miyuki decide di fargli compagnia e i due iniziano a leggere allegramente insieme, poi scoprono che la loro serie preferita riceverà presto una terza stagione per il rispettivo anime. Più tardi entrano nella stanza Chika e Kaguya e i due ragazzi mentono sui loro gusti per non voler sembrare degli otaku. Alla fine Miyuki perde la pazienza e ritiene che tutti quanti, compresa Miko che è appena arrivata, siano otaku in qualche modo e che è inutile negarlo. |                 |         |
| 1  | Miko Iino vuole rilassarsi 「伊井野ミコは癒されたい」 - Iino Miko wa iyasaretaiKaguya non se ne accorge 「かぐや様は気づかない」 - Kaguya-sama wa kidzukanaiChika Fujiwara vuole combattere 「藤原千花は闘いたい」 - Fujiwara Chika wa tatakaitai | 8 aprile 2022   |         |
| 2  | Miyuki Shirogane vuole mediare 「白銀御行は取り持ちたい」 - Shirogane Miyuki wa torimochitaiKaguya vuole portarlo fuori 「かぐや様は連れ出したい」 - Kaguya-sama wa tsuredashitaiKaguya vuole fermarli 「かぐや様は阻止したい」 - Kaguya-sama wa soshi shitai | 15 aprile 2022  |         |
| 3  | Nagisa Kashiwagi vuole punire 「柏木渚は誅したい」 - Kashiwagi Nagisa wa chūshitaiMaki Shijo vuole fare qualcosa 「四条眞妃は何とかしたい」 - Shijō Maki wa nantoka shitaiMiyuki Shirogane vuole essere creduto 「白銀御行は信じられたい」 - Shirogane Miyuki wa shinjiraretai | 22 aprile 2022  |         |
| 4  | Le richieste impossibili di Kaguya Shinomiya - Capitolo 1 - La conchiglia facilita-parto 「四宮かぐやの無理難題「燕の子安貝」編①」 - Shinomiya Kaguya no muri nandai `tsubame no koyasu gai'-hen ichiYu ishigami vuole soddisfare le aspettative 「石上優はこたえたい」 - Ishigami Yū wa kotaetaiChika Fujiwara vuole restare per la notte 「藤原千花は泊まりたい」 - Fujiwara Chika wa tomaritai | 29 aprile 2022  |         |
| 5  | Chika Fujiwara vuole battere il ritmo 「藤原千花は刻みたい」 - Fujiwara Chika wa kizamitaiAi Hayasaka vuole parlare 「早坂愛は話したい」 - Hayasaka Ai wa hanashitaiMaki Shijo vuole affidarsi a qualcuno 「四条眞妃は頼りたい」 - Shijō Maki wa tayoritai | 6 maggio 2022   |         |
| 6  | Il consiglio studentesco vuole andare avanti 「生徒会は進みたい」 - Seitokai wa susumitaiMiyuki Shirogane vuole ricevere una confessione 2 「白銀御行は告らせたい②」 - Shirogane Miyuki wa kokurasetai niMiyuki Shirogane vuole ricevere una confessione 3 「白銀御行は告らせたい③」 - Shirogane Miyuki wa kokurasetai san | 13 maggio 2022  |         |
| 7  | Miko Iino non sa amare 1 「伊井野ミコは愛せない①」 - Iino Miko wa aisenai ichiVogliamo parlare del festival della cultura 「文化祭を語りたい」 - Bunkasai o kataritaiMiyuki Shirogane vuole gonfiare palloncini 「白銀御行は膨らませたい」 - Shirogane Miyuki wa fukuramasetai | 20 maggio 2022  |         |
| 8  | Kei Shirogane vuole sfoggiarlo 「白銀圭は見せつけたい」 - Shirogane Kei wa misetsuketaiA proposito di Kaguya Shinomiya 2 「四宮かぐやについて②」 - Shinomiya Kaguya ni tsuite niKaguya vuole confessarsi 「かぐや様は告りたい」 - Kaguya-sama wa tsugeritai | 27 maggio 2022  |         |
| 9  | Primo anno, primavera 「1年生 春」 - Ichinensei haruIl festival culturale di Kaguya 「かぐや様の文化祭」 - Kaguya-sama no bunkasaiIl festival culturale di Yu Ishigami 「石上優の文化祭」 - Ishigami Yū no bunkasai | 3 giugno 2022   |         |
| 10 | Kozue Makihara vuole divertirsi 「槇原こずえは遊びたい」 - Makihara Kozue wa asobitaiChika Fujiwara vuole denigrarlo 「藤原千花は暴きたい」 - Fujiwara Chika wa abakitaiIl festival culturale di Miyuki Shirogane 「白銀御行の文化祭」 - Shirogane Miyuki no bunkasai | 10 giugno 2022  |         |
| 11 | Miyuki Shirogane vuole ricevere una confessione 4 「白銀御行は告らせたい④」 - Shirogane Miyuki wa kokurasetai yonTsubame Koyasu vuole rifiutare 「子安つばめは断りたい」 - Koyasu Tsubame wa kotowaritaiMiyuki Shirogane vuole ricevere una confessione 5 「白銀御行は告らせたい⑤」 - Shirogane Miyuki wa kokurasetai go | 17 giugno 2022  |         |
| 12 | Kaguya vuole confessarsi 2 「かぐや様は告りたい②」 - Kaguya-sama wa tsugeritai niKaguya vuole confessarsi 3 「かぐや様は告りたい③」 - Kaguya-sama wa tsugeritai sanLe due dichiarazioni prima parte 「「二つの告白」前編」 - "Futatsu no kokuhaku" zenpen | 24 giugno 2022  |         |
| 13 | Le due dichiarazioni seconda parte 「「二つの告白」後編」 - "Futatsu no kokuhaku" kōhenFine del festival della Shuchi'in 「秀知院は後夜祭」 - Shuchiin wa matsuri | 24 giugno 2022  |         |

## Home video

### Giappone
La prima stagione è stata pubblicata in DVD e Blu-ray dal 27 marzo al 28 agosto 2019.
| N° | Data           | Episodi | Fonte  |
| -- | -------------- | ------- | ------ |
| 1  | 27 marzo 2019  | 1-2     | [ 35 ] |
| 2  | 24 aprile 2019 | 3-4     | [ 37 ] |
| 3  | 29 maggio 2019 | 5-6     | [ 38 ] |
| 4  | 26 giugno 2019 | 7-8     | [ 39 ] |
| 5  | 24 luglio 2019 | 9-10    | [ 40 ] |
| 6  | 28 agosto 2019 | 11-12   | [ 36 ] |

La seconda stagione è stata pubblicata in DVD e Blu-ray dal 24 giugno al 25 novembre 2020. Un episodio OAV è stato allegato assieme all'edizione limitata del ventiduesimo volume del manga uscito il 19 maggio 2021.
| N°  | Data              | Episodi | Fonte  |
| --- | ----------------- | ------- | ------ |
| 1   | 24 giugno 2020    | 1-2     | [ 41 ] |
| 2   | 29 luglio 2020    | 3-4     | [ 43 ] |
| 3   | 26 agosto 2020    | 5-6     | [ 44 ] |
| 4   | 30 settembre 2020 | 7-8     | [ 45 ] |
| 5   | 28 ottobre 2020   | 9-10    | [ 46 ] |
| 6   | 25 novembre 2020  | 11-12   | [ 42 ] |
| OAV | 19 maggio 2021    | OAV     | [ 32 ] |

La terza stagione è stata pubblicata in DVD e Blu-ray dal 29 giugno al 23 novembre 2022.
| N° | Data              | Episodi | Fonte  |
| -- | ----------------- | ------- | ------ |
| 1  | 29 giugno 2022    | 1-2     | [ 47 ] |
| 2  | 27 luglio 2022    | 3-4     | [ 49 ] |
| 3  | 31 agosto 2022    | 5-6     | [ 50 ] |
| 4  | 28 settembre 2022 | 7-8     | [ 51 ] |
| 5  | 26 ottobre 2022   | 9-10    | [ 52 ] |
| 6  | 23 novembre 2022  | 11-12   | [ 48 ] |